# Phan Hữu Tuấn
Phan Hữu Tuấn (sinh năm 1955) là cựu Trung tướng Công an nhân dân Việt Nam, nguyên Phó Tổng cục trưởng Tổng cục Tình báo (Tổng cục V), Bộ Công an Việt Nam. Ngày 17/4/2018, ông bị tước danh hiệu Công an nhân dân, khởi tố bắt tạm giam về tội cố ý làm lộ bí mật Nhà nước và tội Lợi dụng chức vụ, quyền hạn trong khi thi hành công vụ, liên quan tới vụ án Vũ "nhôm" (tức Phan Văn Anh Vũ).

## Xuất thân
Phan Hữu Tuấn sinh năm 1955, quê quán ở Yên Phụ, quận Tây Hồ, Hà Nội. Ông là em trai của nhà thơ nữ Phan Thị Thanh Nhàn, sinh năm 1943, tác giả các bài thơ nổi tiếng in trong sách giáo khoa ở Việt Nam như Hương thầm, Chị Võ Thị Sáu, Làm anh, Ngựa biên phòng. Phan Hữu Tuấn còn có một anh trai là liệt sĩ Phan Hữu Khải, sinh năm 1953, hi sinh năm 1972 ở huyện A Lưới, tỉnh Thừa Thiên Huế.

## Sự nghiệp
Năm 2010, Phan Hữu Tuấn mang quân hàm Thiếu tướng.
Năm 2014, ông mang quân hàm Trung tướng, giữ chức vụ Phó Tổng cục trưởng Tổng cục Tình báo (Tổng cục V), Bộ Công an Việt Nam.
Sau đó, ông nghỉ hưu và cư trú ở quận Tây Hồ, thành phố Hà Nội.

## Tội phạm
Ngày 17/04/2018, Bộ Công an đã ra quyết định khởi tố bị can, lệnh bắt tạm giam đối với Phan Hữu Tuấn về hành vi "Cố ý làm lộ bí mật Nhà nước" quy định tại Điều 337 Bộ Luật Hình sự năm 2015, vì liên quan đến vụ án của ông Phan Văn Anh Vũ (tức Vũ "Nhôm"). Trước đó trong cùng ngày 17 tháng 4, Chủ tịch nước Việt Nam Trần Đại Quang đã kí quyết định tước danh hiệu Công an nhân dân đối với Phan Hữu Tuấn. Sau một ngày xét xử, chiều 31/7, TAND TP Hà Nội tuyên phạt Phan Hữu Tuấn 7 năm tù về tội nêu trên. Chiều 30/1/2019, TAND Hà Nội xử phạt Phan Hữu Tuấn thêm 5 năm tù về tội Lợi dụng chức vụ, quyền hạn trong khi thi hành công vụ. Với 7 năm tù liên quan đến vụ án khác, bị cáo này tổng lĩnh 12 năm tù.

## Gia đình
Ông đã kết hôn. Vợ ông là bà Vũ Thị Minh Hà. Hai người có hai con, một nam một nữ đều đã lập gia đình.